# 玉川温泉 (埼玉県)
昭和レトロな温泉銭湯 玉川温泉（たまがわおんせん）は、埼玉県比企郡ときがわ町にある日帰り温泉。

## 泉質
- アルカリ性単純温泉
  - 源泉温度26℃
  - 湧出量毎分86リットル

### 効能
- 疲労回復、冷え性、健康増進、美肌、関節痛、神経痛、打ち身、運動麻痺など

## 温泉街
昭和レトロな温泉銭湯 玉川温泉という日帰り入浴施設が存在する。また隣接する玉川カントリークラブ（ゴルフ場）にも源泉が供給されており、こちらは玉川カントリークラブ利用者に限り入浴が可能である。

## 歴史
開湯は1991年である。1700メートルボーリングを実施して源泉を掘り当てた。当初はゴルフ場を建設した緑営グループの手により、ゴルフ場が玉川スプリングカントリークラブの名称で、日帰り入浴施設が玉川温泉保養所の名称でそれぞれ営業していたが、2003年に緑営グループの破綻により経営者が交代し、ゴルフ場はアコーディア・ゴルフの経営となり「玉川カントリークラブ」と改称された。日帰り入浴施設については、東日本温泉の経営となり名称はそのままで営業していたが、2006年に湯郷玉川と改称された。2011年より昭和レトロな温泉銭湯 玉川温泉として、株式会社温泉道場が運営。

## アクセス
- 車
  - 関越自動車道東松山ICから約25分
- 鉄道
  - 八高線（JR東日本）明覚駅よりタクシーで約8分
  - 東武東上本線・JR八高線小川町駅より明覚駅方面へタクシーで約10分